# 스티븐 시걸의 제네럴 커맨더
스티븐 시걸의 제네럴 커맨더(General Commander)는 미국에서 제작된 필리페 마티네즈 감독의 2019년 액션 영화이다. 스티븐 시걸 등이 주연으로 출연하였다.

## 출연

### 주연
- 스티븐 시걸
- 소니아 코울링